# 7211 Xerxes
7211 Xerxes è un asteroide della fascia principale. Scoperto nel 1971, presenta un'orbita caratterizzata da un semiasse maggiore pari a 2,7994985 UA e da un'eccentricità di 0,1634097, inclinata di 9,12031° rispetto all'eclittica.
L'asteroide è stato così denominato in onore di Serse, imperatore persiano.